# 正寫法
正寫法，即是文字符號形體的規範和使用規則，包括正字法和正詞法。

## 規範用字

### 漢字
由于现代漢字的演化，在不同的国家或者区域有着不同的规范。在一些情况下，正字也被用于“正体字”的简称，实际上是不同的两个概念。正体字与正字有交叉的内容，正体字主要指近代传统上正式使用的字体（相对于异体字），正字可以是对正体字加以整理简化后，由政府统一推广使用的文字字体。

#### 中國大陸
《新华字典》和《现代汉语词典》使用的簡化字是正字的标准。正字法可依據《通用规范汉字表》、《簡化字總表》、修訂後的《第一批異體字整理表》、《現代漢語通用字表》等。漢語正詞法可參照《漢語拼音正詞法基本規則》和《信息處理用現代漢語分詞規範》。在拼写文字中又称拼写法。

#### 台灣
台灣使用由中華民國教育部選定的一套規範漢字與標準字體，並稱台灣現在使用之繁體中文為「正體字」，與香港的常用字字形表略有不同。
即便中華民國教育部有制定國字標準字體供字體廠商做參考，但並沒有強制規定所有字型廠商生產之字型必須符合國字標準字體，因此民間生產之印刷體大多參照傳承字形樣式以維持字體的平衡美觀 。如辵部便可見符合傳統康熙字典印刷體寫法的「⻌」、「⻍」，或是符合教育部國字標準字體的「⻎」。

#### 日本
日本的字形表以往採用字模印刷，今天《常用漢字表》已使用電腦字型排印。日本對電腦印刷體做規範，但因字形的具體細節在電腦字體中可以很講究，與手寫字之字形存在差別。對此，許多字體廠商設計了「教科書體」，作爲學童教材的內文字形，模仿手寫時的特徵。如表內、表外漢字的「辵」部，在一般的印刷體中分別為「⻌」、「⻍」形，而教科書體則呈「⻎」形，以供學童參考。
即便如此，學童日常書寫時，亦不可能像機械輸出般，將每個字都寫得與教科書體完全相同。教師、家長對手寫字細節的正誤判斷，往往莫衷一是。爲解決這問題，2016年（平成28年）2月29日，日本文化廳的文化審議會國語分科會漢字小委員會（文化審議会国語分科会）頒佈研究報告，名爲《關於常用漢字表字體、字形的指南》（常用漢字表の字体・字形に関する指針），說明一些手寫漢字的細節差異，並不構成錯誤，都應視作書寫正確。例如：「『木』的豎筆是否帶鉤」、「『米』的最尾兩筆是否和『十』字中心相觸（米）」、「『今』的第三筆是橫還是點」、「『令』的下方為『ㄗ』還是『マ』（令）」、「『礼』的首筆是直點還是斜點（礼）」、「『口』第一筆和第二筆起筆處是否相觸」等問題，無論學生怎麼寫，教師都不應把它們當作錯字。

### 其他
- 正字也可以指修正文字的动作。1941年希特勒将德文的尖角體书写规范废除，采用拉丁体。
- 正字也有指正音的可能。香港有學者以糾正民眾錯誤用字或者大量使用借音字、符號為口號，發起了「粵語正音運動」。

## 参看
- 校對
- 正体字
- 汉字
- 中文字形
- 德语正寫法
- 俄语正寫法
- 哈萨克文正寫法
- 维吾尔语正寫法
- 柯尔克孜语正寫法
- 锡伯语正寫法
- 臺灣台語推薦用字
- 汉字规范
- 英語正字法